# المدرسة السعيدية (عمان)
المدرسة السعيدية أول مدرسة عمانية في العصر الحديث، تم إنشاؤها عام 1355 هـ الموافق 1936 م وافتتحت على يد السلطان سعيد بن تيمور. هناك مدرستان تحملان نفس الاسم : المدرسة السعيدية بمسقط والمدرسة السعيدية بصلالة.

## المدرسة القديمة
كانت المدرسة في بدايتها تتكون من 3 غرف خصصت واحدة منها للطلاب الصغار والثانية للكبار والثالثة استخدمت كمخزن حيث كانت عبارة عن مبنى صغير يدرس فيه القرآن الكريم والتجويد وتعليم الأركان الخمسة للإسلام بالإضافة إلى القراءة والكتابة والعمليات الحسابية.

## المعلمون الأوائل
المعلمون الأوائل هم : كاتم بن تيسير بن فرحان وحسين بن صالح اليافعي، وفي خلال العام الأول لافتتاح المدرسة تم استقدام معلم ثالث هو: أحمد بن محمد القنبري، الذي اختص بتدريس اللغة العربية (النحو) والقرآن الكريم، إذ كان مقرئا للقرآن رخيم الصوت، وقد استفاد منه كل راغب في التعليم من الكبار من غير تلاميذ المدرسة وكان يعطي دروسا في المدرسة صباحا ومساء.

## المناهج التعلمية
كانت المناهج التعليمية المعتمدة بالمدرسة هي المناهج المصرية، وكانت تتم الموافقة عليها من قبل السلطان، وقد شملت تلك الكتب المواد الدراسية التالية:
القرآن الكريم - الفقة الإسلامي - الحديث الشريف - اللغة العربية - التاريخ - الجغرافيا - الرياضيات - الحساب - الهندسة - الصحة - الطبيعة - الرسم - الرياضة.

## الصفوف الدراسية
وأصبح السلم التعليمي بهذه المدرسة على نظام الصفوف التالية:
التمهيدي - التحضيري - السنة الأولى - السنة الثانية - السنة الثالثة - السنة الرابعة.

## المدرسة الحديثة
ونظرا لعدم ملاءمة مبنى المدرسة لصفوف هذا السلم التعليمي الجيد، بدأ التفكير في بناء مدرسة أوسع، ثم بدأ العمل في إقامة مبنى جديد للمدرسة على النحو الذي تم تصميمه في مصر خلال زيارة السلطان سعيد بن تيمور لها عام 1944 م.
وهكذا تم بناء المدرسة السعيدية الجديدة التي افتتحت عام 1370 هـ الموافق 1951م وكان ذلك بداية لمرحلة أخرى من مراحل التعليم بهذه المدرسة. استمرت فيه الدراسة حتى العام الدراسي 98/1999 م. بعدها، حل محله مبنى حديث صمم على الطراز المعماري العماني الحديث الذي يجمع بين الأصالة والمعاصرة.
لا تزال هذه المدرسة قائمة في مكانها رغم كل ما أزيل من مباني بجوارها.

## التطورات
فبعد أن تم افتتاح المدرسة السعيدية الجديدة، حدثت تطورات شملت الكتب والصفوف الدراسية بالمدرسة كما حدثت بعض التغيرات في هيئتها وفيما يتعلق بالمناهج الدراسية فقد أصبحت المناهج المتبعة هي المناهج اللبنانية بدلا من المصرية والتي كانت ترد كتبها الدراسية إلى المدرسة عن طريق دائرة المعارف بمسقط.
وقد تخرج من هذه....المدرسة عدد لا بأس به من الطلاب أغلبهم من قيادات المجتمع العماني في مختلف مجالات الحياة.

## وصلات خارجية
- تاريخ المدرسة السعيدية
- موقع المدرسة السعيدية